# Springer International Publishing
Der Schweizer Verlag Springer International Publishing AG, mit Sitz in Basel, ist aus dem Birkhäuser Verlag hervorgegangen. Er gehört zur Verlagsgruppe Springer Science+Business Media. Zurzeit werden 50 wissenschaftliche Zeitschriften, vorwiegend auf dem Gebiet der Mathematik, rund 30 Buchreihen und jährlich circa 100 Buchtitel veröffentlicht.
Die vorwiegende Veröffentlichungssprache ist englisch. Publikationen, die in Zusammenarbeit mit schweizerischen Instituten entstehen und/oder schweizbezogen sind, werden in Deutsch oder Französisch veröffentlicht.
Veröffentlichungen erscheinen unter dem Imprint Birkhäuser Science.
Bekannte Zeitschriften sind:
- Advances in Applied Clifford Algebras
- Aequationes Mathematicae
- Algebra universalis
- Alpine Botany
- Analysis and Mathematical Physics
- Annales Henri Poincaré
- Annals of Combinatorics
- Aquatic Sciences
- Archiv der Mathematik
- Archivum Immunologiae et Therapiae Experimentalis
- Boletín de la Sociedad Matemática Mexicana
- Cellular and Molecular Life Sciences
- Chemoecology
- Circuits, Systems, and Signal Processing
- Complex Analysis and Operator Theory
- computational complexity
- Dynamic Games and Applications
- Geometric and Functional Analysis (GAFA)
- Inflammation Research, Offizielle Publikation von: International Association of Inflammation Societies und European Histamine Research Society
- Inflammopharmacology
- Insectes Sociaux
- Integral Equations and Operator Theory
- International Journal of Public Health
- Journal of Consumer Protection and Food Safety, Herausgeber ist das Bundesamt für Verbraucherschutz und Lebensmittelsicherheit
- Journal für Verbraucherschutz und Lebensmittelsicherheit, Herausgeber ist das Bundesamt für Verbraucherschutz und Lebensmittelsicherheit
- Journal of Elliptic and Parabolic Equations
- Journal of Evolution Equations
- Journal of Fixed Point Theory and Applications
- Journal of Fourier Analysis and Applications
- Journal of Geometry
- Journal of Mathematical Fluid Mechanics
- Journal of Pseudo-Differential Operators and Applications
- Logica Universalis
- Mathematics in Computer Science
- Medicinal Chemistry Research
- Mediterranean Journal of Mathematics
- Milan Journal of Mathematics
- Nexus Network Journal
- Nonlinear Differential Equations and Applications (NoDEA)
- Zeitschrift für Geschichte der Wissenschaften, Technik und Medizin (NTM)
- Physics in Perspective
- Positivity
- Pure and Applied Geophysics
- Qualitative Theory of Dynamical Systems
- Quantum Studies: Mathematics and Foundations
- Results in Mathematics
- Selecta Mathematica
- Swiss Journal of Geosciences
- Swiss Journal of Palaeontology
- Transformation Groups
- Zeitschrift für angewandte Mathematik und Physik